# Exocentrus rufus
Exocentrus rufus är en skalbaggsart som beskrevs av Stefan von Breuning 1956. Exocentrus rufus ingår i släktet Exocentrus och familjen långhorningar.
Artens utbredningsområde är Gabon. Inga underarter finns listade i Catalogue of Life.